# 國立空中進修學院
國立空中進修學院，舊名空中商業專科進修補習學校，1977年（民國66年）2月由中華民國教育部指定國立臺中商業專科學校（今國立臺中科技大學）、國立臺北商業專科學校（今國立臺北商業大學）、國立成功大學共同創辦，並於各校分別設立「附設空中商業專科進修補習學校」，同時在宜蘭、基隆、桃園、新竹、彰化、嘉義、台南、高雄等地設立教學輔導處，以方便各地學生就近進修。在此時期，共設有財務金融科（昔 銀行保險科）、資訊管理科（昔 商用資訊科）、企業管理科、應用外語科英文組共4科。此時期電視教學節目由中華電視台（今中華電視公司）製作，於華視UHF教育專用頻道（今華視教育體育文化台）夜間時段或華視VHF頻道（今華視主頻）清晨時段播出。廣播教學節目由教育廣播電臺、華視合作製作，於教育廣播電臺、漢聲廣播電台、復興廣播電台等播出。2001年（民國90年），隨著國立台北商專、國立台中商專升格為技術學院，空中商業專科進修補習學校隨之升格為技術學院附設「空中進修學院」，國立成功大學退出空中學院之教育體系，原屬國立成功大學管轄之嘉義、台南、高雄等教學輔導處則由國立台中技術學院接手管理。空中進修學院本來是屬於補習教育專科教育學程，初期畢業生畢業時只能取得修業證書，尚須通過教育部舉辦之資格考試才能取得專科畢業證書。1994年（民國83年），教育部取消資格考試規定，空中進修學院畢業生修畢80學分就能直接取得專科畢業資格，後來又改為取得副學士資格。2002年（民國91年），空中進修學院成立應用商學系，屬於2年制技術教育學程，畢業生修畢78學分可取得學士學位。空中進修學院不論是專科部或學院部（二技）一律都是修業3至7年，利用「廣播、電視、面授、函授、網路」多媒體5環式教學方式，塑造「時時可讀書，處處是教室」學習環境，每學期另有10次返校面授課堂討論（含2次考試），讓有需要之社會人士有方便的進修管道。